# Petrella Tifernina
Petrella Tifernina là một đô thị ở tỉnh Campobasso trong vùng Molise thuộc nước Ý, có vị trí cách khoảng 13 km về phía bắc của Campobasso. Tại thời điểm ngày 31 tháng 12 năm 2004, đô thị này có dân số 1.280 người và diện tích là 26,4 km².
Petrella Tifernina giáp các đô thị: Castellino del Biferno, Limosano, Lucito, Matrice, Montagano.